# Idea alceste
Idea alceste är en fjärilsart som beskrevs av Hans Fruhstorfer 1910. Idea alceste ingår i släktet Idea och familjen praktfjärilar. Inga underarter finns listade i Catalogue of Life.